# Apocheiridium asperum
Espèce
Apocheiridium asperum est une espèce de pseudoscorpions de la famille des Cheiridiidae.

## Distribution
Cette espèce est endémique du Lesotho.

## Description
Apocheiridium asperum mesure de 1,05 à 1,20 mm.

## Publication originale
- Beier, 1964 : Weiteres zur Kenntnis der Pseudoscorpioniden-Fauna des südlichen Afrika. Annals of the Natal Museum, vol. 16, p. 30-90 (texte intégral).